# Jeníkov (ort i Tjeckien, Pardubice)
Jeníkov är en ort i Tjeckien.   Den ligger i regionen Pardubice, i den centrala delen av landet, 120 km öster om huvudstaden Prag. Jeníkov ligger 652 meter över havet och antalet invånare är 478.
Terrängen runt Jeníkov är platt åt sydväst, men åt nordost är den kuperad. Terrängen runt Jeníkov sluttar norrut. Runt Jeníkov är det ganska glesbefolkat, med 30 invånare per kvadratkilometer. Närmaste större samhälle är Hlinsko, 4,2 km nordväst om Jeníkov. I omgivningarna runt Jeníkov växer i huvudsak barrskog.